# Guaratinguetá
Guaratinguetá este un oraș în São Paulo (SP), Brazilia.